# Театр кукол имени С. В. Образцова
Государственный академический Центральный театр кукол имени Сергея Владимировича Образцова (ГАЦТК) — крупнейший в мире театр кукол. Расположен в Москве в доме № 3 по Садовой-Самотёчной улице. Состоит в международном союзе деятелей театра кукол UNIMA. Эмблемой театра является рука с шариком на указательном пальце.

## История

### XX век
В мае 1930 года в Москве состоялась Всероссийская конференция работников кукольных театров, в которой приняли участие Евгений Деммени, Нина и Иван Ефимовы, Николай Беззубцев, Леонора Шпет, Андрей Федотов, Виктор Швембергер, Ольга Аристова и другие. По результатам этой конференции решили создать Главный центральный театр кукол (ГЦТК) и сделать его базой для организации сети кукольных театров СССР. Дирекция Центрального дома художественного воспитания детей проявила инициативу и пригласила на роль руководителя театром Сергея Образцова, таким образом Театр кукол был открыт 16 сентября 1931 года.

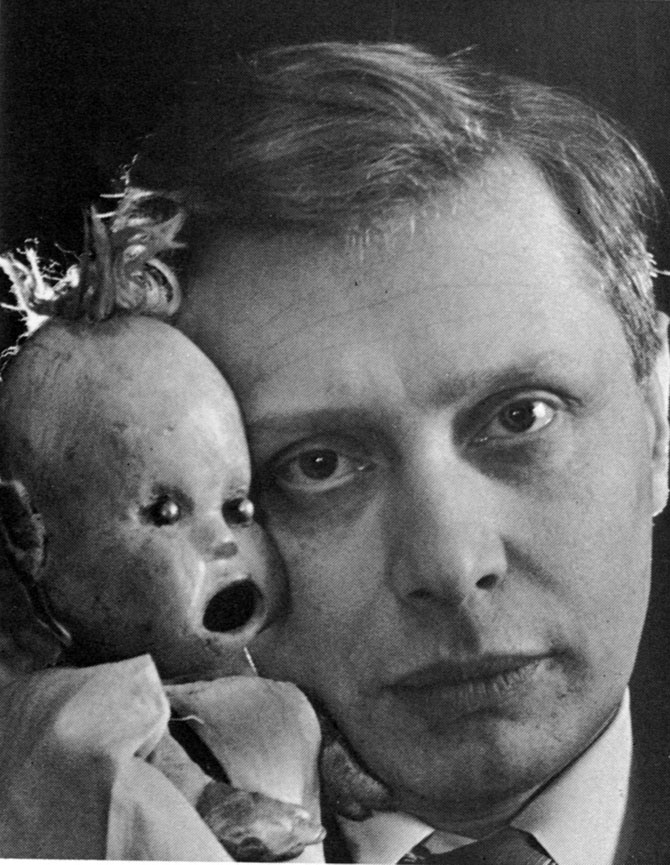
Сергей Образцов, 1930

В то время в театре работало всего пять актёров: Е. Н. Шольц, К. М. Владимирова, Е. В. Сперанский, А. А. Михайлов и П. П. Якшин, а также художница Т. Б. Александрова, концертмейстер Н. П. Александрова. Сергей Образцов был руководителем и режиссёром театра. Спустя некоторое время к театру присоединился кукольник И. А. Зайцев. Первым спектаклем театра был «Цирк на сцене», сыгранный 5 ноября 1931 года. А первым представлением, поставленным Образцовым, стал «Джим и Доллар», премьера состоялась 1 апреля 1932 года.
У театра не было стационарного помещения; спектакли показывали в школах, клубах, больницах и даже во дворах. Для перевозки декораций и прочих вещей приобрели мерина по имени Катер, купили телегу и наняли кучера. Позже их заменил автомобиль.
Театр был первым из театров кукол СССР, который отказался от «натурализма» как художественного метода.
Если сейчас незнакомый мне автор приносит пьесу, я прежде всего читаю перечень действующих лиц: «Пётр Иванович Чулков, 48 лет. Анна Степановна, его жена, 42 года…» Дальше мне читать не надо. Пьеса не годится. Она «человеческая»… Товарищ автор, несите пьесу в Малый или на Таганку. Если пьеса хорошая, её там великолепно сыграют. Мы можем сыграть только плохо.Сергей Образцов
В 1936 году театру выделили помещение на площади Маяковского на углу улицы Горького и Оружейного переулка. Первый спектакль на этой сцене состоялся 3 октября 1937 года и назывался «Кот в сапогах». Тогда же, в 1937 году, в театре прошёл Первый Всесоюзный смотр театров кукол, при ГЦТК открыты Музей театральных кукол и библиотека.
В 1940 году был поставлен первый спектакль для взрослых — «Волшебная лампа Аладдина». В нём впервые были применены тростевые куклы. Позже они были усовершенствованы художником театра Борисом Тузлуковым и получили название «русские», став одними из самых популярных в мире.
В годы Великой Отечественной войны театр организовал 16 концертных бригад, которые дали 328 выступлений на фронте. Были поставлены специальные агитационные спектакли, например: «Сон Гитлера», «Над крышей Берлина». Также актёры театра выступали для детей и взрослых в городах Поволжья, Алтая, Сибири, Казахстана.
Концерты, организованные на открытом воздухе, в оврагах вблизи передового края обороны, прошли с большим успехом. Наибольший интерес у зрителей вызвали оперетта «На крышах Берлина», танцы кукол — «Русская подмосковная» и «Американская чечётка» в постановке С. Самодура. Хорошо исполнили инсценировки чеховских рассказов «Ушла» и «В Сокольниках» артисты А. Громов и С. Мей, скетч В. Ардова «Укушенный» артисты С. Самодур и А. Воскобойникова.«Концерты на передовой», газета «За Советскую родину», 29.06.1943
В Новосибирске театр создал крупнейшую в РСФСР базу по организации фронтовых агитбригад, где солдат обучали делать кукол и водить их. Эти бригады разъехались по Западному фронту.
1. В целях усиления массовой и политической работы в Красной Армии, считать целесообразным организацию при Политуправлении СибВО постоянных краткосрочных курсов по подготовке армейских агитбригад театра кукол.
2. Просить Главное Политуправление Красной Армии разрешить провести специальный набор из числа призываемых для подготовки армейских агитбригад театра кукол.
3. Утвердить директором курсов т. Бурлакова, художественным руководителем — заслуженного артиста РСФСР т. Образцова.Постановление Бюро Обкома ВКП(б) об организации краткосрочных курсов по подготовке армейских агитбригад театра кукол, 1942
С 1948 года труппа выезжала на гастроли за границу. В 1950 году был поставлен спектакль «Необыкновенный концерт», вошедший в книгу рекордов Гиннесса как самое популярное представление: его сыграли более 10 тысяч раз в более чем 90 странах мира. С 1956 года театр является постоянным членом международного союза деятелей театра кукол UNIMA и участником проводимых этой организацией фестивалей.
В 1970 году театр переехал в архитектурный комплекс на Садовом кольце на Садовой-Самотёчной улице. Изначально на этом месте строилось здание Оперно-драматического театра имени Константина Станиславского, но строительство остановилось. Сооружение перестроили специально для ГЦТК.
14 сентября 1981 году театру было присвоено звание академического.
Если на маленькие кукольные плечи нельзя положить ту же почётную ношу, ту же обязанность быть действительно нужными людям, какая лежит на плечах большого искусства, тогда я не хочу писать о куклах, ни заниматься этим искусством, потому что в таком случае оно превращается либо в детскую забаву, либо в эстетское оригинальничанье взрослых.Сергей Образцов, 1960-е годы
При театре был собственный оркестр, но его распустили в 1991 году из-за экономических трудностей.
После смерти Сергея Образцова в 1992 году театру было присвоено его имя . 
В 1993 году руководителем театра стал режиссёр и художник Резо Габриадзе; он возглавлял ГАЦТК всего два года. После него этот пост занял Борис Киркин.
ГАЦТК принимал участие в создании профессиональных театров кукол в Чехословакии, Югославии, Литовской ССР, Латвийской ССР, Эстонской ССР, на Кубе, в Индии, МНР и других странах.

### Современность

Памятник С. В. Образцову в Москве. 2006 год, бронза. Скульптор Б. Алёшкин

С 2000 года при театре издаётся журнал «Театр чудес», посвящённый кукольному ремеслу и всему, что с ним связано. Первый номер журнала вышел в 2001 году.
С 2001 года проводится международный кукольный фестиваль «Образцовфест», также учреждена Международная премия имени актёра, которая вручается за существенный вклад в искусство театра кукол.
В 2006 году рядом с театром открыли бронзовый памятник Сергею Образцову: актёр держит в руках свою любимую куклу Кармен.
25 марта 2008 директором театра стал Андрей Алексеевич Лучин. Уже в 2010-м его арестовали по подозрению в хищении бюджетных средств, выделенных на ремонт театра, и через два года признали виновным. В 2013-м руководителем ГАЦТК стала Ирина Корчевникова, назначенная на должность Министерством культуры. В этом же году в театр пришёл Борис Константинов в качестве главного режиссёра — эта должность была введена в театре впервые.
В 2014 году была открыта третья сцена, рассчитанная на 45 мест, а также предназначенная для проведения мастер-классов и семинаров.
30 апреля 2019 года директором театра был назначен Владимир Бакулев, а в мае 2021 года коллективу театра представили нового директора — Елену Булукову, занимавшуюся ранее организацией всероссийских гастролей.

## Спектакли
Архивные спектакли театра
- 1931 — «Цирк на сцене» И. А. Зайцева, А. Д. Тригановой; (премьера — 5.11., сыгран 503 раза)
- 1932 — «Джим и доллар» А. Глобы, постановка С. Образцова (премьера — 1.04., сыгран 519 раз)
- 1933 — «Эхо-болтун» В. Курдюмова, постановка С. Образцова (премьера — 1.02., сыгран 40 раз)
- 1933 — «Поросёнок в ванне» Е. Сперанского, постановка С. Образцова, реж.: Б. Сахновский; (премьера-4.03., сыгран 47 раз)
- 1934 — «Братья Монгольфье» Г. Владычины, Е. Тараховская, постановка С. Образцова (премьера — 12.03., сыгран 152 раза)
- 1934 — «Пузан» Г. Матвеева, постановка С. Образцова и Б. Сахновского; (премьера — 1.06., сыгран 636 раз)
- 1935 — «Каштанка» Е. Сперанского по повести А. Чехова, постановка С. Образцова; реж.: Е. Сперанский и А. Федотов; (премьера — 17.03., сыгран 523 раза)
- 1935 — «Наш цирк» А. Федотова, постановка П. Сазонова; (премьера — 6.08., сыгран 1080 раз)
- 1935 — «Гусёнок» Н. Гернет и Т. Гуревич, постановка Е. Сперанского и О. Ушаковой; (премьера — 30.12.)
- 1936 — «Волшебная калоша» Г. Матвеева, постановка С. Образцова и О. Ушаковой; (премьера — 24.04.)
- 1936 — «По щучьему веленью» Е. Тараховской, постановка С. Образцова, реж.: О. Ушакова и А. Федотов; (премьера — 13.11.)
- 1936 — «Ёлка» Г. Матвеева, постановка О. Ушаковой и Л. Казьминой; (премьера — 23.12.)
- 1937 — «Сказка о попе и работнике его Балде» А. С. Пушкина, постановка С. Образцова, реж.: О. Ушакова; (премьера-2.03.)
- 1937 — «Кот в сапогах» Г. Владычины, постановка А. Благонравова, реж.: Е. Сперанский; (премьера — 7.04.)
- 1937 — «Наш двор» С. Преображенского, постановка С. Образцова, реж.: Л. Казьмина, О. Ушакова, Е. Сперанский; (премьера — 7.07., сыгран 57 раз)
- 1937 — «Весёлые куклы» А. Федотова, постановка В. Швембергера и А. Федотова; (премьера — 16.07., сыгран 37 раз)
- 1937 — «Большой Иван» С. Преображенского и С. Образцова, постановка С. Образцова, реж.: В. Новиков и О. Ушакова; (премьера — 2.11.)
- 1938 — «Конёк-Горбунок» В. Курдюмова, постановка С. Образцова и В. Новикова, реж.: О. Ушакова; (премьера — 10.10.)
- 1939 — «Путешествие в странные страны» В. Полякова, постановка С. Образцова и А. Благонравова; (премьера — 25.01., сыгран 210 раз)
- 1939 — «Лесная тайна» («Кукольный город») Е. Шварца, постановка С. Образцова (премьера — 1.10., сыгран 126 раз)
- 1940 — «Терем-теремок» С. Маршака, постановка С. Образцова и Н. Сухоцкой; (премьера — 6.04.)
- 1940 — «Волшебная лампа Аладина» Н. Гернет, постановка С. Образцова, реж.: О. Ушакова; (премьера — 1.10.)
- 1941 — «Ночь перед Рождеством» Е. Сперанского по повести Н. Гоголя, постановка С. Образцова и В. Громов, реж.: С. Серпинский; (премьера — 9.04.)
- 1943 — «Король-Олень» К. Гоцци (сценич. редакция Е. Сперанского); постановка С. Образцова и В. Громова; (премьера — 1.06.)
- 1945 — «Весёлые медвежата» М. Поливановой, постановка С. Образцова, реж.: П. Мелиссарато и С. Славина; (премьера — 2.01)
- 1945 — «Маугли» Н. Гернет (по повести Р. Киплинга); постановка С. Образцова и В. Громова, реж.: С. Самодур; (премьера — 3.06)
- 1946 — «Обыкновенный концерт» С. Образцова, А. Бонди, Гердта, Типота; постановка С. Образцова, реж.: С. Самодур; (премьера — 19.06.)
- 1946 — «Золушка» Т. Габбе, (стихи С. Маршака), постановка В. Громова, реж.: П. Мелиссарато; (премьера — 27.12)
- 1947 — «Кошкин дом» С. Маршака, постановка С. Образцова и С. Самодура; (премьера — 30.04., сыгран 266 раз)
- 1947 — «От южных гор до северных морей» Е. Сперанского, постановка С. Образцова и С. Самодура; (премьера — 8.11.)
- 1948 — «Заяц и Кот» Г. Ландау, постановка С. Образцова и Н. Соловьёвой; (премьера — 18.03., сыгран 265 раз)
- 1948 — «Краса ненаглядная» Е. Сперанского, постановка С. Образцова и В. Громовой, реж.: Д. Липман, (премьера — 8.05., сыгран 122 раза)
- 1949 — «Под шорох твоих ресниц» Е. Сперанского, постановка С. Образцова, реж.: Е. Сперанский; (премьера — 12.04., сыгран 1934 раза)
- 1949 — «Сармико» («Мальчик на льдине») К. Шнейдера, постановка С. Образцова, реж.: Л. Казьмина; (премьера — 31.08., сыгран 85 раз)
- 1949 — «Лесные артисты» Н. Гернет, постановка С. Образцова, (премьера — 30.12., сыгран 281 раз)
- 1950 — «2:0 в нашу пользу» В. Полякова, постановка С. Образцова, реж. С. Самодур; (премьера — 29.05., сыгран 472 раза)
- 1950 — «Сундук сказок» Г. Ландау, В. Андриевича; постановка В. Андриевича и В. Щербакова; (премьера — 22.10.)
- 1951 — «Илья Муромец, крестьянский сын» В. Курдюмова, постановка С. Образцова, реж. С. Самодур; (премьера-29.06., сыгран 72 раза)
- 1952 — «Любит… не любит…» В. Полякова, постановка С. Образцова и Е. Сперанского; (премьера — 19.02., сыгран 152 раза)
- 1952 — «Снегуркина школа» Г. Ландау, постановка С. Образцова и Э. Мэйя; реж.: И. Дивов, И. Меньшова; (премьера — 20.05., сыгран 296 раз)
- 1953 — «Чёртова мельница» Я. Дрды и И. Штока, постановка С. Образцова и С. Самодура; (премьера — 25.02., сыгран 656 раз)
- 1953 — «Буратино» Е. Борисовой (по повести А. Толстого), постановка Э. Мэйя и Е. Сперанского; (премьера — 7.10.)
- 1954 — «Дело о разводе» Е. Сперанского, постановка С. Образцова, реж.: Э. Мэй и С. Самодур; (премьера — 28.12., сыгран 414 раз)
- 1955 — «Конёк-Горбунок» Курдюмова (по сказке П. Ершова), постановка С. Образцова и С. Самодура; (премьера — 29.11., сыгран 66 раз)
- 1956 — «Дочь-невеста» А. Барто, постановка С. Образцова и С. Самодура; (премьера — 29.12., сыгран 118 раз)
- 1957 — «Гасан, искатель счастья» Е. Сперанского, постановка С. Образцова и С. Самодура; (премьера — 6.11., сыгран 70 раз)
- 1958 — «Мой, только мой!» Б. Тузлукова, постановка С. Образцова и С. Самодура; реж.: В. Кусов, (премьера — 10.05., сыгран 743 раза)
- 1958 — «Сказка о потерянном времени» Е. Шварца, постановка С. Образцова, реж.: Б. Аблынин и Н. Гжельский; (премьера — 6.11., сыгран 154 раза)
- 1959 — «Соломенная шляпка» Э. Лабиша (сцен. ред. Эрдмана); постановка С. Образцова, реж.: Н. Гжельский; (премьера — 9.10., сыгран 201 раз)
- 1959 — «Вот так ёжик!» («Необыкновенное состязание» и «Гусёнок») Е. Сперанского, Н. Гернет, Т. Гуревич, постановка С. Образцова, реж.: С. Самодур, Б. Аблынин; (премьера — 31.12.)
- 1960 — «Царевна-Лягушка» Н. Гернет, постановка С. Образцова и Б. Аблынина, реж.: П. Мелиссарато; (премьера — 26.10., сыгран 142 раза)
- 1961 — «Божественная комедия» И. Штока, постановка С. Образцова и С. Самодура; реж.: В. Кусов (премьера — 29.03.)
- 1961 — «Мистер Твистер» и «Петрушка иностранец» С. Маршака, постановка С. Образцова, реж.: Б. Аблынин, В. Кусов; (премьера — 29.12., сыгран 398 раз)
- 1962 — «В гостях у Чуковского», постановка С. Образцова и С. Самодура; (премьера — 23.12.)
- 1964 — «И-го-го!» Е. Сперанского, постановка С. Образцова и Е. Синельниковой; (премьера — 15.04., сыгран 1300 раз)
- 1965 — «Тигрик-Петрик» Н. Гернет (по мотивам Г. Янушевской и Я Вильковского); постановка С. Образцова, реж.: В. Попрыкин; (премьера — 30.12.)
- 1966 — «Кот в сапогах» по сказке Ш. Перро; (2-я редакция спектакля), постановка С. Образцова, реж.: В. Попрыкин; (премьера — 31.12.)
- 1967 — «Сказка о военной тайне, Мальчише-Кибальчише и его твёрдом слове» А. Гайдара, (сцен. комп. Л. Хаита); постановка Л. Хаита, реж.: В. Попрыкин; (премьера — 29.10., сыгран 142 раза)
- 1968 — «Необыкновенный концерт» С. Образцова, А. Бонди, З. Паперного, З. Гердта, С. Самодура, В. Кусова; (2-я редакция спектакля), постановка С. Образцова и С. Самодур; реж.: В. Кусов, (премьера — 26.03.)
- 1972 — «Буратино» Е. Борисовой по повести А. Толстого; (2-я редакция спектакля), постановка С. Образцова и Э. Мэйя; реж.: Л. Хаит, (премьера — 15.12.)
- 1987 — «Маугли» Н. Гернет по мотивам «Книги джунглей» Р. Киплинга, реж.: В. Кусов и Ф. Виолин; (премьера — 25.05.)

## Труппа
- Абельцев Андрей Владимирович
- Адиль Искендер, заслуженный артист Российской Федерации
- Анисимова Вера Степановна
- Бабаева Екатерина Николаевна, заслуженная артистка Российской Федерации
- Беленкова Ольга Иннокентьевна
- Беркун, Владимир Григорьевич, народный артист Российской Федерации
- Бобровская Юлия Сергеевна
- Богданов Дмитрий Сергеевич
- Богданова Халися Ривхатовна, лауреат премии «Золотая маска»
- Богомольный Роман Леонидович, заслуженный артист Российской Федерации
- Бурмистрова Людмила Владимировна, заслуженная артистка Российской Федерации
- Бусаров Сергей Николаевич
- Вещиков Анатолий Иванович, заслуженный артист Российской Федерации
- Виолин Фёдор Владимирович, народный артист Российской Федерации
- Воеводин Виктор Петрович, заслуженный работник культуры Российской Федерации
- Вольфсон Мария Сергеевна
- Воронкова Светлана Владимировна
- Глушков Вячеслав Михайлович
- Горбунова Александра Дмитриевна, заслуженная артистка Российской Федерации
- Городиский Александр Михайлович
- Дубичев Константин Анатольевич
- Дудкин Владимир Михайлович, заслуженный артист Российской Федерации
- Дунаева Марина Эдуардовна
- Евченко Михаил Тарасович
- Жукова Вера Фёдоровна
- Захарьев Алесандр Олегович
- Калинников Юрий Германович, заслуженный артист Российской Федерации
- Квашнин Роман Александрович
- Ковальчук Алёна Александровна
- Кузьмин Александр Валерьевич
- Кустов Максим Алексеевич
- Ланкина Ирина Геннадьевна
- Ляпидевский Роберт Анатольевич, народный артист Российской Федерации
- Малетина Екатерина Олеговна
- Михайлов Владислав Игоревич
- Михайлова Яна Игоревна
- Михитаров (Мхитарян) Владимир Карпович
- Москаленко Марина Валерьевна
- Нечаев Андрей Валентинович, заслуженный артист Российской Федерации, дважды лауреат премии «Золотая маска»
- Осинцова Ирина Сергеевна
- Писклова Татьяна Фёдоровна
- Рубановская Евгения Ильинична
- Самсонова Тамара Владимировна
- Сергеева Татьяна Геннадьевна, заслуженная артистка Российской Федерации
- Сметанина Татьяна Александровна
- Смоленская Янина Анатольевна
- Соколов Алексей Александрович, лауреат премии «Золотая маска»
- Сутормин Николай Анатольевич
- Сухановский Кирилл Олегович
- Тепер Любовь Николаевна, заслуженная артистка Российской Федерации
- Фёдорова Ирина Игоревна
- Чабанюк Оксана Николаевна
- Чевская Екатерина Александровна
- Черкинская Вера Владимировна
- Чернов Дмитрий Васильевич, заслуженный артист Российской Федерации, лауреат премии «Золотая маска»
- Шавкунов Евгений Александрович
- Шаймарданов Ренат Марсович
- Шмелькова Нина Ивановна, заслуженная артистка Российской Федерации
- Элик Софья Вадимовна

В разные годы в театре также работали:
- Сергей Алимов, народный художник Российской Федерации — главный художник (1999—2019)
- Валентин Андриевич — художник
- Александр Бурмистров — актёр
- Зиновий Гердт — актёр
- Роман Гуров — мастер-изготовитель кукол (1947—1953)[25]
- Андрей Денников — актёр и режиссёр
- Олег Ермаков — художник
- Ирина Корначёва, заслуженный работник культуры РСФСР — художник-оформитель
- Гордон Крэг — режиссёр
- Владимир Кусов — актёр и режиссёр
- Павел Мелиссарато [1][3][4] — актёр и режиссёр
- Соломон Михоэлс — режиссёр
- Семён Самодур — актёр
- Алина Спешнева — главный художник (1970—1984)
- Борис Тузлуков, заслуженный деятель искусств РСФСР — главный художник (1936—1970)
- Антонина Ушнова, заслуженный работник культуры РСФСР — художник-оформитель
- Мартын Хазизов (Хазизян), заслуженный работник культуры РСФСР — артист оркестра (1948—1982)
- Елена Шигаева, заслуженный работник культуры РСФСР — художник-оформитель
- Сергей Юткевич — режиссёр
- Николай Янц, заслуженный работник культуры РСФСР — художник-оформитель

## Структура театра

### Здания

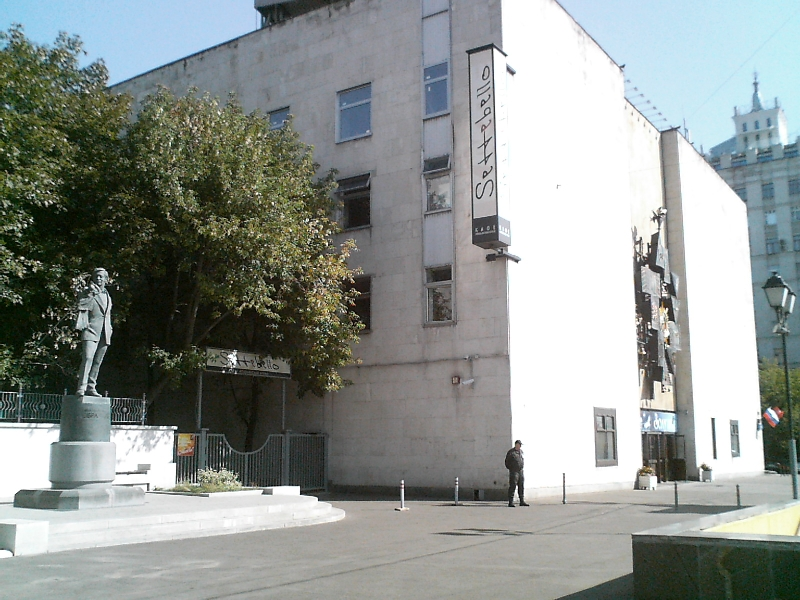
Главное здание ГАЦТК, 2009

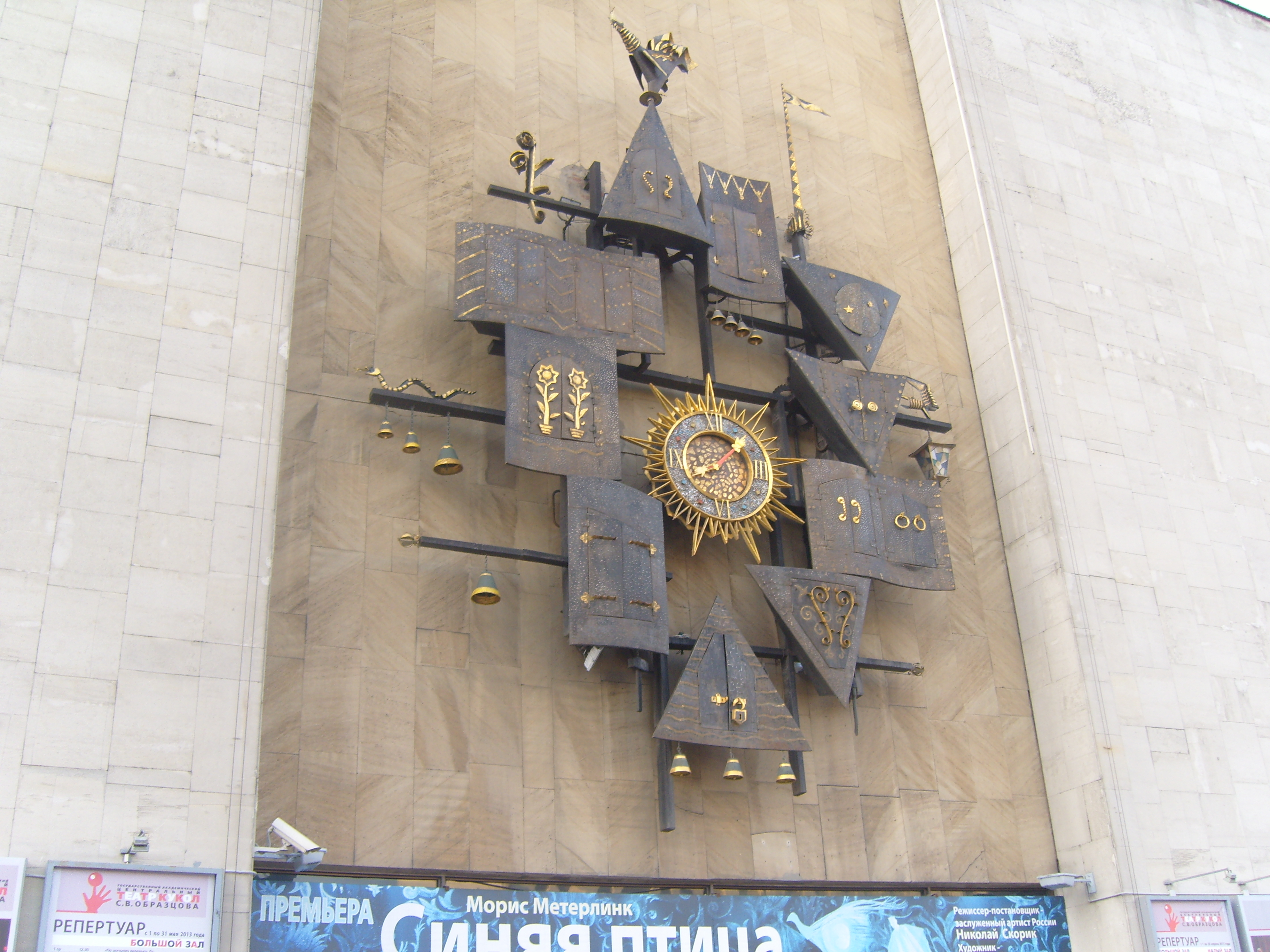
Часы на главном фасаде, 2013

В комплекс театра входят два здания, построенные по проекту архитекторов Ю. Н. Шевердяева, А. П. Мелехова и В. И. Уткина.
Главный фасад здания украшен уникальными часами, созданными по проекту скульпторов Дмитрия Шаховского и Павла Шимеса в 1970 году. Их размер четыре метра в длину и три в ширину. В центре находится циферблат с золотыми стрелками и золотыми цифрами. Сверху большой петух, по диаметру циферблата 12 домиков с золотым орнаментом. Каждый час открывается домик, соответствующий времени, и из него появляется сказочный персонаж, танцующий под музыку народной песни «Во саду ли, в огороде»; а ровно в полдень открываются все 12 домиков с 12-ю персонажами. Уникальный механизм часов сконструировал Вениамин Кальмансон.
Залы
- Большой зал на 500 мест
- Малый зал на 200 мест
- Третья сцена на 45 мест[20][27]

Также в зданиях театра есть репетиционный зал, педагогическая и научно-методическая части, собственный издательский отдел.

### Музей театральных кукол
Является единственным в России и одним из крупнейших в мире собранием театральных кукол всех известных систем от античности до наших дней, а также архивных материалов и письменных документов, специализированной литературы и других раритетов. В музее представлено более 4 тысяч экспонатов. Вход в него бесплатный при наличии билета на спектакль.
Фонды музея
- Фонд театральных кукол
- Архивный фонд — материалы по истории ГАЦТК (пьесы, музыкальные партитуры, литературные листы, газетные и журнальные вырезки, отчёты о гастрольных поездках и прочее), материалы о российских и зарубежных театрах (время создания, творческие коллективы, репертуар, участие в фестивалях, поездках, афиши, буклеты, рецензии на спектакли, фотографии), раздел по теории, истории и техники мирового театра кукол
- Изофонды — эскизы кукол и декораций, портреты, шаржи и карикатуры, изображения здания театра
- Фонд макетов — объёмные модели оформления спектаклей
- Фонд афиш и программ
- Фонд фото-негативных материалов[31]

### Библиотека
Общий фонд библиотеки насчитывает 11 тысяч книг. В ней собрана литература, посвящённая театру кукол на русском и иностранных языках. Пользоваться библиотекой могут работники театра, а также все, кому нужна специальная литература по театру кукол.

## Час волка
С фигурками и самими часами Театра кукол связана городская легенда, известная всем любителям спиртных напитков. В советское время спиртное продавалось в магазинах только с 11 часов дня. Посетители находившегося неподалёку с Театром кукол гастронома, желавшие опохмелиться, с нетерпением ждали этого момента. И вот о наступлении заветного времени им сообщал волк, который «поселился» в домике, заменяющем число «11». Поскольку в лапах у волка был нож, то люди шутили, что волк дождался своего часа и готовится нарезать закуску. С тех пор на долгие годы 11 часов утра, когда начиналась продажа спиртного в СССР, по всей стране стали называть «часом волка», именно благодаря часам Театра кукол. Данный факт не имеет никакого отношения к фильму «Час волка», который был снят классиком шведского и мирового кино Ингмаром Бергманом в 1968 году.